# Renato Carettoni
Renato Carettoni (* 5. Juni 1952; † 26. Dezember 2024) war ein schweizerischer Basketballtrainer.

## Werdegang
Als Spieler gehörte Carettoni der Mannschaft SAM Massagno an. Beim selben Verein war er ab 1972 als Trainer tätig. 1986 übernahm er dort das Amt des Cheftrainers. 1992 stand er mit Massagno im Endspiel des Schweizer Cupwettbewerbs. 1992 wechselte Carettoni zu FV Lugano und hatte dort bis 1994 das Traineramt inne. 1994/95 trainierte er in Viganello, zwischen 1996 und 1998 war Carettoni erneut in Lugano beschäftigt. Hernach blieb er dort von 1998 bis 2000 als Assistenztrainer tätig. In Lugano war er auch in der Jugendarbeit beschäftigt. Im Januar 2009 übernahm er abermals das Traineramt in Lugano, das er im Dezember desselben Jahres wieder abgab.
Schweizer Nationaltrainer war er von 2000 bis 2004, zuvor war er bereits zwei Jahre unter Duško Ivanović Assistenztrainer der Nationalmannschaft gewesen.
Für das italienischsprachige Schweizer Radio RSI und die Zeitung Corriere del Ticino begleitete Carettoni das Basketballgeschehen zeitweise als Kommentator und Autor.